# My Immortal
"My Immortal" é uma canção da banda de metal alternativo americana Evanescence. Foi lançada em 8 de dezembro de 2003. como o terceiro single do álbum Fallen. A canção foi inteiramente escrita pelo ex-guitarrista da banda, Ben Moody com exceção da ponte, na qual foi adicionada posteriormente pela vocalista e pianista Amy Lee, e produzida por Dave Fortman. "My Immortal" foi incluída nos EP: Evanescence (1998) e Mystary (2003) além da fita demo Origin (2000). A versão inserida em Origin foi mais tarde incluída em Fallen, com uma outra versão denominada "versão da banda", pela adição dos instrumentos na ponte e no refrão final.
"My Immortal" é uma canção de rock escrita em ritmo lento e livre. Moody usou como inspiração a morte de seu avô. Liricamente, diz sobre "um espírito que permanece com você após a sua morte e te assombra até que você realmente deseje que ele vá embora". A recepção da crítica para com a canção foram positivas, elogiando a melodia do piano. Em 2005 recebeu uma nomeação para "Prêmio Grammy para Melhor Performance Pop por um Duo ou Grupo com Vocais" no 47º Grammy Award. Também obteve sucesso comercial, atingindo boas posições em dezenas de países. A canção figurou a sétima posição da Billboard Hot 100, além de liderar as paradas do Canadá, Grécia e da Adult Pop Songs. O single recebeu certificação de ouro nos Estados Unidos, e certificação de platina na Austrália.
O videoclipe da canção foi dirigido por David Mouldy, e filmado interamente em preto e branco em El Gòtic, Barcelona, no dia 10 de outubro de 2003. O vídeo mostra Lee sentada e cantando em diversos locais, porém ela nunca toca o chão. Imagens de Moody também são mostradas, mas ele não está junto com a banda ou Amy. O vídeo foi indicado na categoria de "Melhor Vídeo de Rock" no MTV Video Music Awards 2004. A canção foi executada pela banda durante a turnê Fallen Tour e The Open Door Tour. Também foi apresentada ao vivo durante algumas de suas aparições na televisão e nas cerimônias de premiação, como o Billboard Music Awards.

## Gravação
"Essa é a diferença entre nós, Eu e Ben [Moody], Ele tende a escrever como um contador de histórias e isso não é necessariamente pessoal ou sobre qualquer tipo de experiência. Eu não posso atrever-me a escrever sobre qualquer coisa que eu não entendo completamente. Para mim, escrever é sempre acerca, alguma coisa específica que aconteceu, por isso às vezes me sinto um pouco distante cantando a música, mas eu ainda amo ela."

—Amy Lee falando de "My Immortal" e sua concepção.
A canção foi escrita por Ben Moody, Amy Lee and David Hodges e produzido por Moody e Dave Fortman; foi a quarta canção escrita pelo Evanescence. os vocais de Amy Lee e as partes de piano da canção foram gravadas em NRG Recording Studios, na Califórnia. A bateria, baixo e guitarras foram gravados no The Steakhouse estúdio em North Hollywood. "My Immortal" foi mixado por Dave Fortman no Conway Recording Studios em North Hollywood, enquanto ele foi masterizado por Ted Jensen no Sterling Sound, em Nova York. As partes de orquestra na música foram colocadas pelo compositor Graeme Revell.
A primeira gravação de "My Immortal", foi para o EP, auto-intitulado da banda, que continha exclusivamente os vocais de Lee acompanhados por um piano e uma letra um pouco diferente. A canção foi cortada do EP, antes de ser lançado. Em 2000, a canção foi regravada para o álbum demo da banda, Origin, que contém uma melodia de piano e letras rearranjadas, incluindo a parte da letra feita por Lee. Ele foi novamente gravado para o álbum de estréia da banda Fallen, tirando as parte da primeira gravação (onde Lee gravou quando estava com apenas 18 anos de idade), foi acompanhada por uma instrumentação um pouco diferente. É também apresentado no EP de 2003, da banda, Mystary, que é muito mais semelhante à versão oficial lançada pela banda. A Wind-up Records preferiu a versão original, onde os vocais gravados em 2000, são novamente incluídos na versão do álbum. Lee expressou alguma insatisfação com as primeiras versões da canção, dizendo: "Não é um verdadeiro som de piano. E a qualidade do som é ruim, porque tivemos que entrar no estúdio para gravá-la, muito tarde da noite, quando ninguém estava por perto, porque nós não podíamos pagar pela gravação."

## Composição
"My Immortal" é uma canção com forte presença de piano e balada, escrito na nota de Lá maior. Ele foi descrito como uma canção "pop gótica". De acordo com a partitura publicada por Alfred Music Publishing no site Musicnotes.com, a canção é de tempo comum, e executada em ritmo lento e livre de 80 batimentos por minuto. A voz de Lee na música vai desde a baixa nota musical de A3, para a nota alta de C♯5. Seus vocais são simplesmente acompanhados por um piano. Adrien Begrand do PopMatters concluiu que em "My Immortal" Lee faz "a linha sua Sarah McLachlan/Tori Amos." A canção foi também foi comparado por alguns com os trabalhos do Enya.
A letra da canção referem-se a um espírito que assombra a memória de um ente querido em luto. Semelhante a várias outras canções escritas por Moody, a letra da canção é baseada em um conto que ele já havia escrito. De acordo com Lee, é "a canção de Ben [Moody]." Moody disse que a música fala sobre "um espírito ficar com você depois da morte e te assombrar, e quando ele se vai, você sente desejo de que o espírito regresse, só pra não te deixar sozinho." Ele também afirmou que teria dedicado a canção a seu avô, Bill Holcomb. Em "My Immortal", Lee expressa seus sentimentos através da parte da letra, "Apesar de você ainda está comigo/Eu estive sozinha todo esse tempo." Um escritor do IGN, disse que "My Immortal é uma canção de dor e desespero, causada pela perda de um membro da família ou amigo muito próximo e como ele a levou [Lee] para a beira da insanidade.

## Recepção da critica
A canção recebeu elogios por parte dos críticos de música. Kirk Miller da revista Rolling Stone, disse que "My Immortal permite que Lee uive, sobre seus demônios pessoais, com um piano simples e alguns curativos sinfônicos. É uma balada que os fãs de P.O.D. e Tori Amos certamente irão adorar". Chris Harris da mesma publicação achou que fosse uma "canção que se tornou uma espécie de hino de Alanis Morissette, como para os fãs góticos [de Lee] ao longo dos últimos anos." Richard Harrington, do The Washington Post chamou "My Immortal" de "majestosa essa música ajudou a banda a ganhar um Grammy." Blair R. Fischer do site de música MTV News, descreveu a canção como uma "delicada e sincera balada". Ed Thompson do IGN concluiu que "My Immortal", foi "uma das primeiras e melhores canções que o Evanescence já escrevi." Jordan Reimer, um escritor do The Daily Princetonian encontrou uma "beleza assombrosa" na canção. Em 2005 a banda foi indicada na categoria do Grammy Award para Best Pop Performance by a Duo or Group with Vocals no 47º Grammy Awards, com "My Immortal".
Uma revisão menos positiva, foi feita pelo The Guardian por Tom Reynolds, onde colocou a música no número 24, em sua lista de "Canções tristes". Falando sobre a composição e o significado da canção e escreveu que a canção era um "choramingado pós-separação, em que a vocalista Amy Lee, lamentavelmente, lamenta o fim de um relacionamento ao longo de um acompanhamento de piano, isso soa parecido com Johann Pachelbel e que segue de perto o "paradigma de tragédia": quanto menor o tempo, duas pessoas passaram juntas como um casal, mais exageram ao descrever a canção como uma separação.

## Performance comercial
A canção é o segundo single mais bem sucedido da banda de todos os tempos, entrando no top 20, de mais de 10 países. Em 10 de abril de 2004, "My Immortal", atingiu um pico de número sete na Billboard Hot 100, enquanto nas Pop Songs, atingiu um pico de número dois, no dia 27 de março de 2004. Teve um pico de número dezanove no gráfico Adult Contemporary. Em 17 de fevereiro de 2009, "My Immortal" foi certificado de ouro, pela Recording Industry Association of America (RIAA),  pelas vendas de mais de 500.000 cópias nos Estados Unidos. A canção conseguiu o topo das paradas do Canadá, Grécia e Billboard nos Estados Unidos. Ele subiu as vendas do álbum Fallen, para o número nove, para o número três no Billboard 200, pelas vendas de mais de 69.000 cópias. Na Billboard Radio Songs, a canção alcançou o número sete, em 10 de abril de 2004. A Nielsen Broadcast Data Systems, colocou a canção no número seis na lista de canções de rádio mais tocadas em 2004, com 317.577 reproduções.
Na parada de singles da Austrália, "My Immortal" estreou no número quatro, em 25 de janeiro de 2004, tornou-se sua posição de pico mais tarde. As próximas onze semanas, manteve-se no top dez do gráfico, e foi visto no gráfico, pelo número quarenta e quatro semanas. O single foi certificado de platina pela Australian Recording Industry Association (ARIA), pelas vendas de 70.000 cópias no país. Em 20 de dezembro de 2003, "My Immortal" estreou no número sete na UK Singles Chart, depois que também se tornou sua posição de pico. Em 14 de Fevereiro de 2004, a canção saiu do gráfico, e depois re-entrou no número oitenta e quatro, em 18 de julho de 2008. [42] Depois de passar semanas em várias posições diferentes na UK Rock Chart, em 27 de agosto de 2011, ele chegou ao número um. Na semana seguinte, "My Immortal" Mudou-se para o número dois, sendo substituído pelo single "What You Want" (2011), e uma semana depois, ele retornou ao número um da parada. Essa conquista ajudou a re-introduzir a música no UK Singles Chart, no número oitenta e um, em 27 de agosto de 2011 e no número oitenta e nove, em 22 de Outubro de 2011.

## Videoclipe

Cena do vídeo de "My Immortal", apresentando Lee, com um semblante sereno.

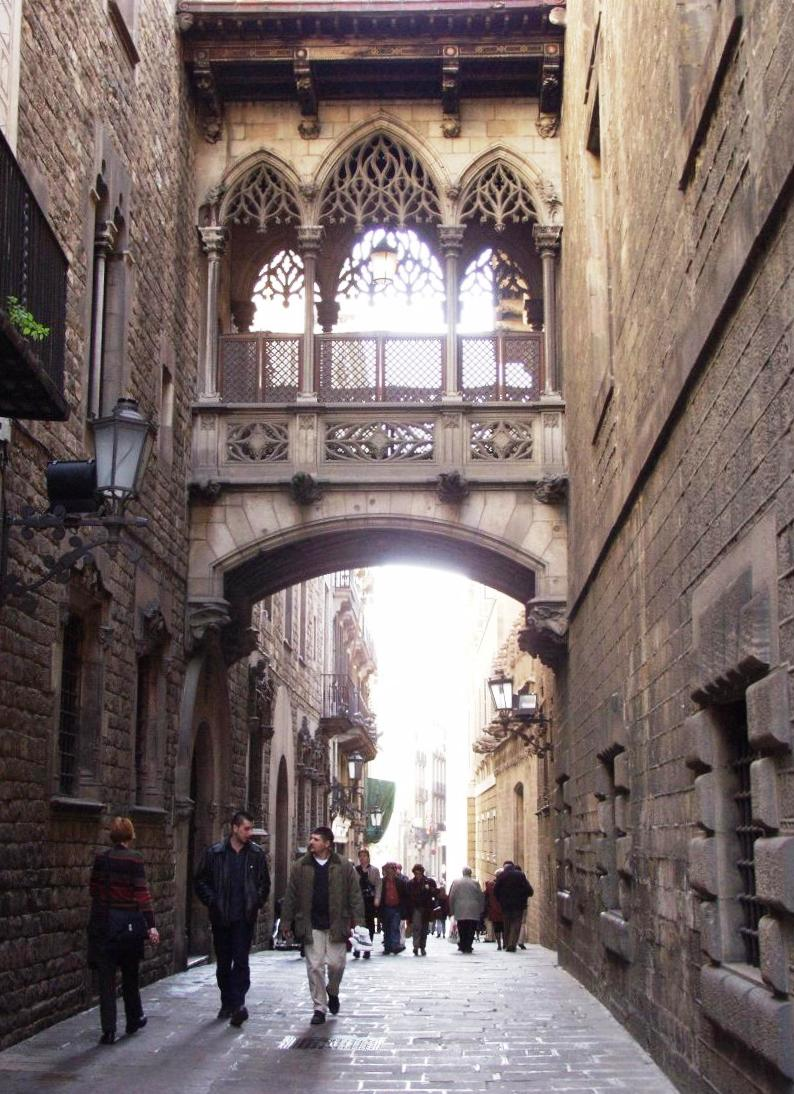
O vídeo da música "My Immortal", foi filmado em El Gòtic, Barcelona.

O videoclipe da música, foi dirigido por David molde e foi filmado inteiramente em preto e branco, na Praça Sant Felip Neri, (El Gòtic), em 10 de Outubro de 2003. Lee descreveu o local das filmagens numa entrevista para a MTV News: "Nós filmamos, em uma área da Idade Média da cidade [...], Nós filmamos algumas delas neste ponto cênico e havia um telhado onde você poderia. ver Barcelona abaixo." a versão da música usada no vídeo é diferente da gravada em estúdio, com a banda tocando na canção, no final do refrão e um arranjo de cordas feito por David Campbell. O Evanescence queria que re-gravação da canção, estivesse no álbum, mas "a gravadora preferiu a da demo e não vamos mais usar a versão que realmente queriamos. [...] nós até insistimos e eles até cederam, mas estávamos todos tão irritado com isso, que deixamos pra lá." O vídeo foi filmado duas semanas antes da saída de Ben Moody da banda. Amy Lee admitiu que o visual no vídeo ficou "impressionante em retrospectivo", mas acrescentou que as semelhanças entre o que foi filmado e partida de Moody, eram coincidência. "Nós filmamos em Barcelona Cerca de uma semana antes de Ben deixar a banda, de forma inesperada, acho que nenhum de nós sabiamos, inclusive ele, quando filmamos o vídeo e assistimos, foi logo depois que ele tinha deixado e é bizarro porque o vídeo fala sobre isso. todos nós sentamos lá, com arrepios, como...caramba temos que prestar atenção nessas coincidências". Em  entrevista para a revista britânica Rock Sound, Lee explicou ainda mais o conceito e a saída do integrante:

"Você sabe o quê?, Quando você vê o vídeo é realmente incrível. Obviamente filmamos antes [da saída de Ben Moody], Acontecer e é incrível as coincidências, o quanto isso faz sentido. Nós estamos todos separados e vagando pelas ruas olhando como se fosse o dia seguinte de um funeral, com o Ben em um terno e pés descalços, e eu nunca toco no chão. Eu estou sentada em uma cabine de telefone ou deitada em um carro, que indica que eu estou morta, que eu estou cantando para os mortos. é tudo sobre separação. é quase como se o diretor soubesse o que iria acontecer, mas eu não tinha conhecimento. é apenas uma daquelas coisas do destino."

O videoclipe é todo em slow motion e em preto e branco. Ele mostra Amy interpretando um fantasma ), com um vestido branco, os pés descalços e várias  ataduras pelo corpo.
Pode-se interpretar o vídeo como um casal que tinha uma ligação muito forte e que houve uma separação brusca - como a morte, por exemplo - e nenhum dos dois consegue se livrar da presença do outro.
O vídeo da canção foi indicado na categoria de Melhor Vídeo de Rock no MTV Video Music Awards de 2004. De acordo com Jon Wiederhorn da MTV News, as cenas do vídeo são "evocativas e artísticas, assemelhando-se a um cruzamento entre um filme estrangeiro e uma propaganda de TV." Joe D'Angelo da MTV News, disse que a conexão de Lee nos shows e no vídeo é "emocionalmente perturbadora e que ela força uma imagem de heroína." Rob Sheffield da Rolling Stone elogiou o vídeo, dizendo que Lee parecia uma "Teen Titans" e que ela "no refrão, cria um castelo de de dor". Também chegou à conclusão de que ela poderia ter pego emprestado o vestido de Stevie Nicks. Durante uma entrevista para o Spin em 2011, Lee disse que era estranho para ela assistir os antigos clipes da banda, incluindo o de "My Immortal". Ela explicou: "Assistir nossos clipes mais antigo, é estranho. Eu assisto "My Immortal", pensando como isso não foi um sonho?, Onde eu realmente outra pessoa?. Eu tive essas impressões. Mas é legal."

## Performances ao vivo

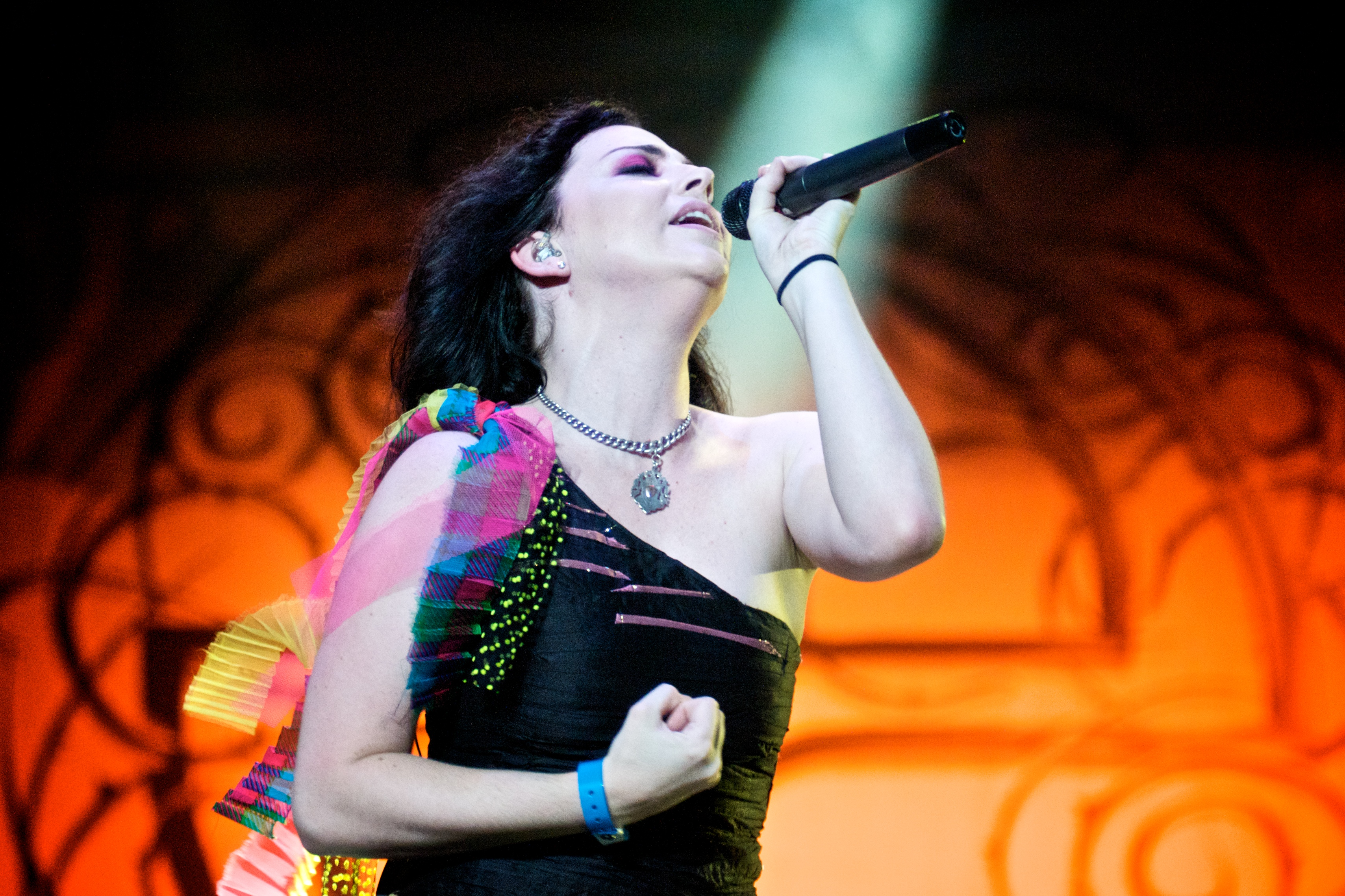
Amy Lee cantando em um concerto em 2009.

Evanescence cantou a música no Billboard Music Awards, em 8 de dezembro de 2004. A banda foi acompanhada por uma orquestra de oito músicos, durante a performance. Árvores em decomposição foram colocadas no palco, a fim de mostrar os "vocais poderosos" de Amy Lee como afirmou um escritor da Billboard. A banda tocou a canção no Late Show with David Letterman, em março de 2004.
A banda tocou "My Immortal" durante várias datas, em sua primeira turnê Fallen Tour (2003). "My Immortal" foi a música de encerramento dos concertos, e Lee executou depois de pedir aos fãs "para prometem não dormir." Uma versão ao vivo da canção no Le Zénith, em Paris, foi lançada, onde foi lançada no primeiro material ao vivo da banda, Anywhere but Home (2004). Johnny Loftus do AllMusic elogiou a versão ao vivo, dizendo que Lee toma uma "abordagem mais suave" durante a execução de "My Immortal" e acrescentou que "torna-se um momento onde 5.000 almas cantam em um só coro." "My Immortal" foi também parte do conjunto, durante o set-list de segunda turnê da banda, chamada The Open Door Tour (2007), em apoio do seu segundo álbum de estúdio The Open Door (2006). O Evanescence também tocou a música ao vivo durante uma apresentação em Nova York, em 4 de novembro de 2009 e durante o festival Rock in Rio 2011 em 2 de outubro de 2011. A canção foi posteriormente adicionado na set-list, da terceira turnê mundial da banda, em apoio ao terceiro álbum de estúdio auto-intitulado, Evanescence Tour (2011-12).

## Uso na mídia
"My Immortal" foi destaque na trilha sonora de Daredevil: The Album do filme Daredevil (2003), juntamente com "Bring Me to Life".
 Foi muito usado em promos também, para o final da série Friends. A canção tem sido usada durante vários programas de TV. Ela tocava durante a série Smallville em sua terceira temporada. Lucy Walsh, um concorrente do show Rock the Cradle, tocou a canção durante o quinto episódio, "A escolhas do juiz". O candidato Dancer Hampton Williams, cantou esta canção durante sua audição, na nona temporada de So You Think You Can Dance, transmitido em 24 de Maio de 2012, onde recebeu aplausos, e na temporada 11 a canção foi cantada por sete mulheres e coreografada por Mandy Moore, sendo transmitido em 30 de julho de 2014.
Em 2013, a violinista Lindsey Stirling gravou uma versão instrumental de "My Immortal", para seu primeiro álbum de estúdio auto-intitulado.

## Faixas
| - CD single (Lançado em 8 de dezembro de 2003) 1. "My Immortal" (band version) – 4:33 2. "My Immortal" (album version) – 4:24 - CD maxi single (Lançado em 8 de dezembro de 2003) 1. "My Immortal" (band version) – 4:33 2. "My Immortal" (album version) – 4:24 3. "Haunted" (Live from Sessions@AOL) – 3:08 4. "My Immortal" (Live from Cologne) – 4:15 | - Promo – CD maxi single (2003) 1. "My Immortal" (band version / no strings) – 4:33 2. "My Immortal" (band version / guitars down) – 4:33 3. "My Immortal" (album version) – 4:24 |

## Créditos
Os créditos foram adaptados do encarte do álbum Fallen.
| Evanescence - Ben Moody – compositor, guitarras, percussão - Amy Lee – compositor, piano, teclados, vocais - Francesco DiCosmo – baixo - David Hodges – piano, teclado, arranjos de cordas | Produção - Dave Fortman – produção - Ben Moody – produção - David Campbell – arranjos de cordas adicionais - Graeme Revell – arranjos de cordas, condução da orquestra |